# Razzie Awards 1982
La 3ª edizione dei Razzie Awards si è svolta l'11 aprile 1983 a Los Angeles, per premiare i peggiori film dell'anno 1982. Le candidature erano state annunciate il giorno prima delle candidature ai Premi Oscar 1983.
Inchon è stato il film più premiato con sei premi incluso quello di peggior film. Butterfly - Il sapore del peccato è stato il film più nominato, con dieci candidature, seguito da Il film pirata con nove, Inchon e Annie con cinque e da Megaforce, Yes, Giorgio, Chi vuole uccidere Miss Douglas? con tre nomination.

## Vincitori e candidati
Verranno di seguito indicati in grassetto i vincitori.
Ove ricorrente e disponibile, viene indicato il titolo in lingua italiana e quello in lingua originale tra parentesi.

### Peggior film
- Inchon (Inchon), regia di Terence Young
- Annie (Annie), regia di John Huston
- Butterfly - Il sapore del peccato (Butterfly), regia di Matt Cimber
- Megaforce (Megaforce), regia di Hal Needham
- Il film pirata (The Pirate Movie), regia di Ken Annakin

### Peggior attore
- Laurence Olivier - Inchon (Inchon)
- Willie Aames - Paradise (Paradise), Zapped! - Il College più Sballato d'America (Zapped)
- Christopher Atkins - Il film pirata (The Pirate Movie)
- Luciano Pavarotti - Yes, Giorgio (Yes Giorgio)
- Arnold Schwarzenegger - Conan il barbaro (Conan the Barbarian)

### Peggior attrice
- Pia Zadora - Butterfly - Il sapore del peccato (Butterfly)
- Morgan Fairchild - Chi vuole uccidere Miss Douglas? (The Seduction)
- Mia Farrow - Una commedia sexy in una notte di mezza estate (A Midsummer Night's Sex Comedy)
- Kristy McNichol - Il film pirata (The Pirate Movie)
- Mary Tyler Moore - Niki (Six Weeks)

### Peggior attore non protagonista
- Ed McMahon - Butterfly - Il sapore del peccato (Butterfly)
- Michael Beck - Megaforce (Megaforce)
- Ben Gazzara - Inchon (Inchon)
- Ted Hamilton - Il film pirata (The Pirate Movie)
- Orson Welles - Butterfly - Il sapore del peccato (Butterfly)

### Peggior attrice non protagonista
- Aileen Quinn - Annie (Annie)
- Rutanya Alda - Amityville Possession (Amityville II: The Possession)
- Colleen Camp - Chi vuole uccidere Miss Douglas? (The Seduction)
- Dyan Cannon - Trappola mortale (Deathtrap)
- Lois Nettleton - Butterfly - Il sapore del peccato (Butterfly)

### Peggior regista
- Ken Annakin - Il film pirata (The Pirate Movie)
- Terence Young - Inchon (Inchon)
- Matt Cimber - Butterfly - Il sapore del peccato (Butterfly)
- John Huston - Annie (Annie)
- Hal Needham - Megaforce (Megaforce)

### Peggior sceneggiatura
- Robin Moore e Laird Koenig - Inchon (Inchon)
- Carol Sobieski - Annie (Annie)
- John Goff e Matt Cimber - Butterfly - Il sapore del peccato (Butterfly)
- Trevor Farrant - Il film pirata (The Pirate Movie)
- Norman Steinberg - Yes, Giorgio (Yes, Giorgio)

### Peggior esordiente
- Pia Zadora - Butterfly - Il sapore del peccato (Butterfly)
- Morgan Fairchild - Chi vuole uccidere Miss Douglas? (The Seduction)
- Luciano Pavarotti - Yes, Giorgio (Yes, Giorgio)
- Aileen Quinn - Annie (Annie)
- Mr. T - Rocky III (Rocky III)

### Peggior canzone originale
- Pumpin' and Blowin, musica e testo di Terry Britten, B.A. Robertson e Sue Shifrin - Il film pirata (The Pirate Movie)
- Comin' Home to You (is Like Comin' Home to Milk and Cookies), musica di Dave Grusin, testo di Marilyn e Alan Bergman - Papà, sei una frana (Author! Author!)
- Happy Endings, musica e testo di Terry Britten, B.A. Robertson e Sue Shifrin -  Il film pirata (The Pirate Movie)
- It's Wrong for Me to Love You, musica di Ennio Morricone, testo di Carol Connors - Butterfly - Il sapore del peccato (Butterfly)
- No Sweet Cheater Than You, musica e testo di Gail Redd e Mitchell Torok -  Honkytonk Man (Honkytonk Man)

### Peggior colonna sonora
- Il film pirata (The Pirate Movie), musiche di Kit Hain
- Butterfly - Il sapore del peccato (Butterfly), musiche di Ennio Morricone
- Il giustiziere della notte 2 (Death Wish II), musiche di Jimmy Page
- Monsignore (Monsignor), musiche di John Williams
- La cosa (The Thing), musiche di Ennio Morricone

### Premio alla carriera
- Irwin Allen, il Maestro dei disastri.

## Statistiche vittorie/candidature
Premi vinti/candidature:
- 4/5 - Inchon (Inchon)
- 3/10 - Butterfly - Il sapore del peccato (Butterfly)
- 3/9 - Il film pirata (The Pirate Movie)
- 1/5 - Annie (Annie)
- 0/3 - Megaforce (Megaforce)
- 0/3 - Yes, Giorgio (Yes Giorgio)
- 0/3 - Chi vuole uccidere Miss Douglas? (The Seduction)
- 0/1 - Paradise (Paradise)
- 0/1 - Zapped! - Il College più Sballato d'America (Zapped)
- 0/1 - Conan il barbaro (Conan the Barbarian)
- 0/1 - Una commedia sexy in una notte di mezza estate (A Midsummer Night's Sex Comedy)
- 0/1 - Niki (Six Weeks)
- 0/1 - Amityville Possession (Amityville II: The Possession)
- 0/1 - Trappola mortale (Deathtrap)
- 0/1 - Rocky III (Rocky III)
- 0/1 - Papà, sei una frana (Author! Author!)
- 0/1 - Honkytonk Man (Honkytonk Man)
- 0/1 - Il giustiziere della notte 2 (Death Wish II)
- 0/1 - Monsignore (Monsignor)
- 0/1 - La cosa (The Thing)